# Valérie Quennessen
Valérie Quennessen (Boulogne-Billancourt, 1957. december 3. – Saint-Ouen-des-Champs közelében, 1989. március 19.) francia színpadi és filmszínésznő. Nemzetközi ismertségét 1979–1982 között szerezte amerikai rendezőkkel forgatott játékfilmekben (French Postcards, Conan, a barbár és Nyári szeretők). Fiatalon hunyt el, autóbaleset következtében.

## Élete
Valérie Madeleine Michelle Françoise Drodelot-Quennessen néven született Boulogne-Billancourt-ban, Párizs közelében, a Matalon-Quennessen család tagjaként. Gyermekkorától kezdve akrobata akart lenni, tízéves korára magas szintű tudást szerzett, díjat is nyert egy akrobata-versenyen. Vele született félénksége gátolta a további szakmai fejlődésben, ezért tizenévesen váltott, és a színművészeti tanulmányok felé fordult. Sikeresen leküzdötte gátlásait és megtalálta valódi hivatását.
Rövid ideig a párizsi színművészeti és színháztechnikai főiskolára (École nationale supérieure des arts et techniques du théâtre) járt, majd 1976–79 között az állami színművészeti konzervatóriumba (Conservatoire national supérieur d’art dramatique, CNSAD) járt. Itt Marcel Bluwal, Pierre Vial és Antoine Vitez is tanította. Közben főállású színházi színészként dolgozott. 1976-ban a Comédie des Champs-Elysées színházban egy táncoslányt alakított Jean Anouilh Kedvezs Madarak (Chers Zoiseaux), c. színművének ősbemutatóján, amelyet az író maga rendezett. 1977-ben a Nouveau Carré Silvia Montfort színpadán Pirandello drámájában, Az új kolónia (La nuova colonia)-ban Anne Delbée rendezőnő Mita szerepét adta neki.
Már 1976-tól kezdve filmszerepeket is kapott, először francia játékfilmekben szerepelt, először Jacques Fansten Le Petit Marcel-jében és Alain Cavalier Le Plein de super-jében. Francia filmekben nyújtott alakításai és televíziós show-műsorokban való rendszeres szereplései azonban nem elégítették ki. 1978-ban aztán egy amerikai rendező, Willard Huyck neki adta French Postcards c. filmjének egyik főszerepét, ez meghozta számára az áhított áttörést. Itt együtt dolgozott a pályakezdő Miles Chapinnel, Debra Wingerrel és Mandy Patinkinnel, akik később világhírűvé váltak. A következő évben, 1979-ben Valérie sikeresen lediplomázott a CNSAD-n. 1982-ben John Milius amerikai filmrendező szerepet ajánlott neki készülő fantasy-filmjében, a Conan, a barbár-ban. A tündérmeséket kedvelő Valérie eljátszotta Yasimina hercegnő szerepét, akit a címszereplő Arnold Schwarzenegger szabadít ki a démoni Thulsa Doom (James Earl Jones) bűvköréből.
Még ugyanabban az évben Randal Kleiser rendező Nyári szeretők c. romantikus filmvígjátékában Valérie-nek adta a főszerepet, Linát, egy titokzatos amerikai régészlányt, aki egy görögországi ásatáson dolgozva megismerkedik egy ott nyaraló fiatal párral (Peter Gallagher és Daryl Hannah), és mindkettőjüket elcsábítja. A filmet látványos színhelyeken forgatták: Szantorini szigetén (Oia nyaralóhelyen), Déloszon és Krétán. Zenéjét a Depeche Mode, Tina Turner, Basil Poledouris, Elton John és más hírességek számaiból állították össze. A nagy érzelmekkel és sok meztelenkedéssel színesített nyári szerelmi háromszög-történetet a kritikusok nagyon lehúzták, de a nézők rajongtak érte. A film hatalmas kasszasikert aratott, főleg az Egyesült Államokban. Ez volt Valérie karrierjének csúcsa. A sajtópletykák szerint Valérie, miközben az ásatási jeleneteit forgatta az Akrotiri hegyen, ő maga is talált volna néhány ősi, 3500 évnél is régebbi cseréptöredéket.
A Nyári szeretők sikere után Valérie feleségül ment François Manceaux francia filmrendezőhöz és elhagyta Hollywoodot. Szerepelt a We Cannes c. rövid játékfilmben, amelyet Manceaux az 1982-es cannes-i filmfesztivál idején forgatott. Két gyermekük született, Antoine és Elsa. A következő években Valérie még feltűnt néhány francia játékfilmben és televíziós műsorban, de fokozatosan feladta a filmes karriert, és gyermekei nevelésének szentelte magát. 1985-ben felajánlották neki a Diplomás örömlány (Half Moon Street) címszerepét, de Valérie visszautasította, így azt Sigourney Weaver kapta meg.
Valérie Quennessen 1989. március 19-én halálos autóbalesetet szenvedett a franciaországi A13-as autópályán, a felső-normandiai Saint-Ouen-des-Champs helység közelében (Eure megye). A párizsi Montparnasse-i temető (Cimetière du Montparnasse) izraelita részlegében, a Matalon-Quennessen család sírboltjában nyugszik.

## Színpadi szerepei
- 1976 : Racine: Bajazid, rendező Stéphan Boublil, Studio d’Ivry, Ivry-sur-Seine
- 1976 : Racine: Phaidra,  rend. Antoine Bourseiller, Théâtre Récamier, Párizs (Iszméné szerepében)
- 1976 : Jean Anouilh : Kedvezs Madarak (Chers Zoiseaux), rendezők Jean Anouilh és Roland Piétri, Comédie des Champs-Elysées, Párizs, (az egyik „görl” szerepében)[7]
- 1977 : Pirandello : Az új kolónia (La nuova colonia), rend. Anne Delbée, Nouveau Carré Silvia Montfort színház (Mita szerepében)
- 1979 : Alain Gautré : Babylone, rend. Pièrre Pradinas, Compagnie du Chapeau rouge, Avignon.

## Film- és tévészerepei
- 1976 : Le Petit Marcel, rend. Jacques Fansten (recepciós)
- 1976 : Le Plein de super, rend. Alain Cavalier (Marie)
- 1978 : Nuova colonia, tévéadaptáció, rend. Anne Delbée (Mita)
- 1978 : La Tortue sur le dos, rend. Luc Béraud (Nietzsche-tanítvány)
- 1978 : Brigade des mineurs / Tête de rivière, rend. Guy Lessertisseur (Doris)
- 1978 : On efface tout, rend. Pascal Vidal
- 1979 : Martin et Léa, rend. Alain Cavalier (Cléo)
- 1979 : French Postcards, rend. Willard Huyck (Toni)
- 1981 : Pause-café, tv-minisorozat, rend. Serge Leroy (titkárnő)
- 1981 : Silas, német tévé-minisorozat, rend. Sigi Rothemund (Melinda, a mosónő)
- 1981 : Les Uns et les Autres, rend. Claude Lelouch (Francis Huster barátnője)
- 1981 : Les Uns et les Autres, tévé-minisorozat, rend. Claude Lelouch
- 1982 : Conan, a barbár (Conan the Barbarian), rend. John Milius (Yasimina hercegnő)
- 1982 : Nyári szeretők (Summer Lovers), rend. Randal Kleiser (Lina)
- 1982 : We Cannes, rövidfilm, rend. François Manceaux (Janine)
- 1984 : Quartier sud, tévéfilm, rend. Mathias Ledoux (Rebecca)
- 1985 : La petite commission, rövidfilm, rend. Jean-Paul Salomé (klarissza nővér)
- 1985 : Mode in France, tévéfilm, rend. William Klein (modell/rendőrnő)
- 1989 : Haute tension, tévésorozat, Eaux troubles epizód, rend. Alain Bonnot (Judith)